# Museo archeologico di Bitonto
Il museo archeologico della Fondazione De Palo-Ungaro è un museo archeologico nato nel 2000 per iniziativa di Teresa De Palo-Ungaro, che negli anni Novanta costituì una fondazione per dotare la città di Bitonto di uno spazio per l’esposizione dei reperti della civiltà peucezia provenienti dagli scavi effettuati nel territorio comunale. Oltre ai reperti di età peucezia e romana, il museo conserva una biblioteca, una pinacoteca e l’archivio storico comunale.
I reperti esposti provengono da quella che è stata chiamata la necropoli di Via Traiana (dalla principale arteria stradale, di età romana, che attraversa l’area della necropoli) e sono databili tra il VI e il III secolo a.C.. Dell’insediamento abitativo invece non si ha, o non si ha ancora, traccia. La credenza nella vita oltre la morte richiedeva nella società peucezia, come nella società greca, che il defunto venisse seppellito con una serie di oggetti che potevano essergli utili nell’aldilà e che costituivano il corredo funerario. La collezione museale è per lo più costituita dal corredo rinvenuto nelle tombe.

## Percorso espositivo
Il percorso è organizzato in tre sale e ricostruisce le dinamiche sociali e culturali della civiltà peucezia nel centro cittadino attraverso l’evoluzione nei secoli dei corredi funerari. È noto che la pratica funeraria più diffusa in Puglia era quella dell’inumazione e, in particolare, il defunto veniva sepolto in posizione fetale, ovvero rannicchiato sul fianco. Questa è la posizione più frequente nelle sepolture più antiche. 

### Prima sala
Nella prima sala è conservato il corredo più antico, datato alla prima metà del VI secolo a.C. costituito da un elmo corinzio, una punta di giavellotto, e un vaso cantaroide a decorazione geometrica. Al V secolo a.C. è datato il corredo proveniente dalla tomba detta dei “vasi domestici” contenente diversi tipi vascolari per lo più a vernice nera, un cratere a colonnette decorato a fasce, delle fibule e una punta di giavellotto.
Nella prima sala è esposto anche il corredo proveniente dalla tomba detta “della tartaruga”, risalente al III secolo. Il corredo è quasi interamente acromo e include tra le altre cose un ryhon raffigurante plasticamente la testa di una tartaruga, un cratere a mascheroni, una kylix, uno skyphos e altri vasi domestici. I corredi funerari sono di fattura meno pregiata e ciò è attribuito alla crisi di Taranto, che rappresentava il maggiore centro di produzione della ceramica apula. Anche la posizione del defunto muta: il cadavere è stato infatti rinvenuto con la parte superiore in posizione supina e con le sole gambe rannicchiate. Del III secolo anche i pesi da telaio rinvenuti in un’altra tomba. Recano dei bolli, cioè delle decorazioni che li contrassegnavano.
Del IV secolo è il ricco corredo di una tomba di un individuo femminile È costituito da vasi decorati a vernice nera e figure rosse, vasi in stile Gnathia (verniciati di nero con sovradipinture bianche), oggetti a vernice nera: un cratere a campana un’oinochoe, due guttus, un poppatoio, una lucerna e diversi vasi potori. 
Della seconda metà del IV secolo a.C. è una tomba il cui corredo, anch’esso esposto nella prima sala, comprende un tripode e un coltello in ferro, un fascio di spiedi in piombo un cinturone e una grattugia in bronzo. I reperti in ceramica comprendono due pelike, uno dei quali dipinto dal pittore di Montpellier, un cratere a colonnette e altri vasi potori. 
L’ultimo corredo della prima sala risale al IV secolo ed è da attribuirsi ad un atleta: lo si deduce dalla tipologia del corredo e dalle scene raffigurate sulla ceramica a figure rosse: su un cratere a campana è rappresentata una Nike alata che incorona un atleta; su una oinochoe invece è raffigurato un uomo intento in un gioco a palla. Indicativa anche la presenza di uno strigile, un accessorio tipico della figura dell’atleta.

### Seconda sala

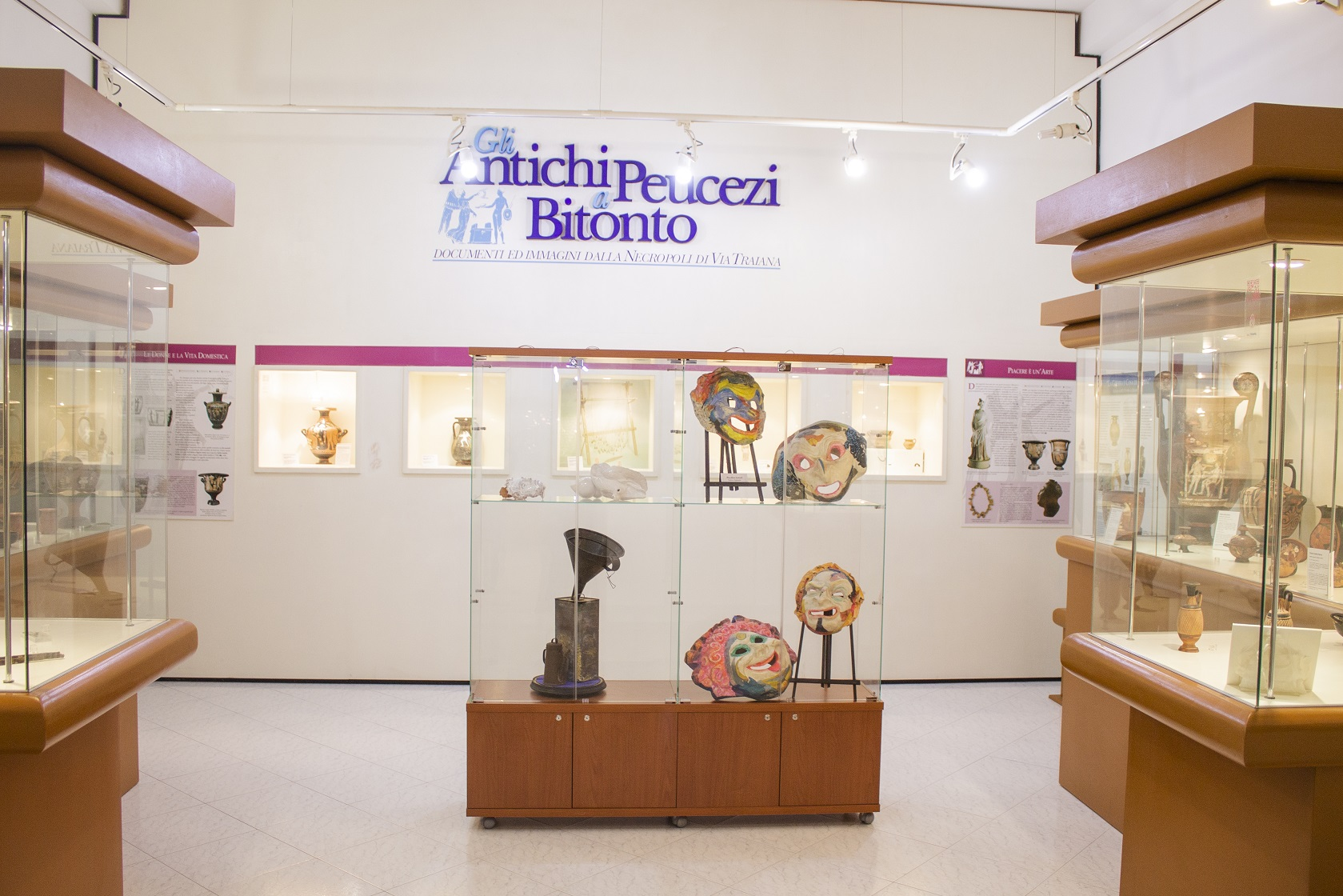
La seconda sala del museo

La seconda sala contiene il corredo, notevole, dell’unica tomba a semicamera rinvenuto in territorio bitontino e datato al IV secolo. Il raffinato corredo da simposio è composto da diverse forme vascolari, oinochoai, rython, skyphoi, kantaroi. Presenti anche una patera un raffinato piatto da pesce attribuito al pittore di Karlsruhe, ma anche gutti, lucerne e altre forme vascolari. Presenti anche un tripode, degli spiedi, un forchettone, frammenti di una grattugia, pinza e attizzatoio. Un cratere a mascheroni, del pittore della Patera raffigurante il defunto in un naiskos. I rython raffigurano plasticamente la testa di un cavallo uno e di un maiale il secondo, mentre nella parte cilindrica è raffigurato Eros androgino. 
Nella seconda sala sono esposti anche parte dei corredi di due tombe, una del V e l’altra del IV secolo a.C.
Della prima sepoltura sono esposti un cratere miniaturistico e una coppa biansata decorata a fasce, tre fibule in ferro, una brocchetta verniciata di rosso e una collana formata da grani sferici in argento. Della tomba del IV sono invece esposti una fibula in ferro e una statuetta in terracotta che raffigura una donna seduta recente una patera nella mano sinistra, probabile rappresentazione della defunta offerente.

### Terza sala

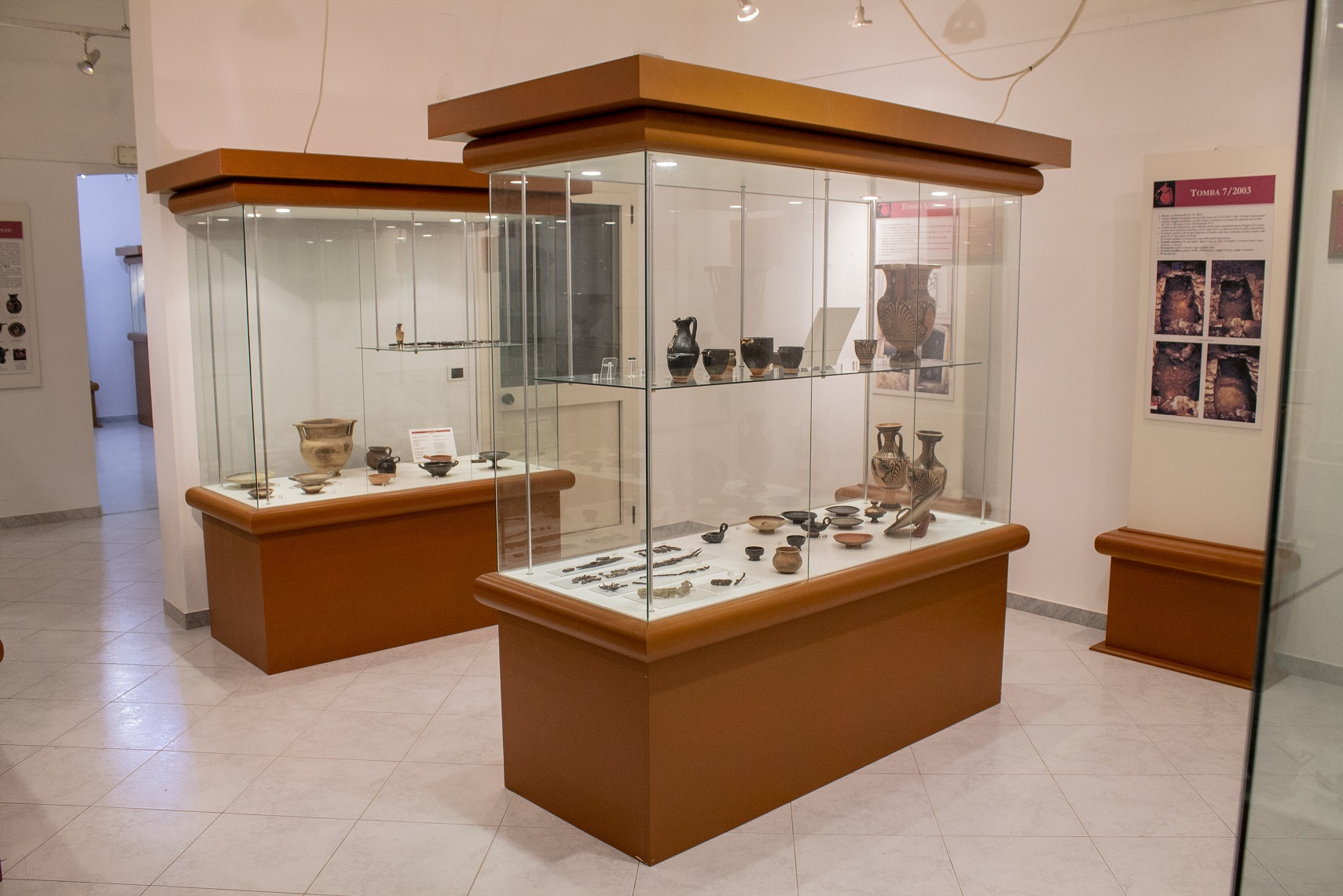
Vista sulla "tomba dei monili"

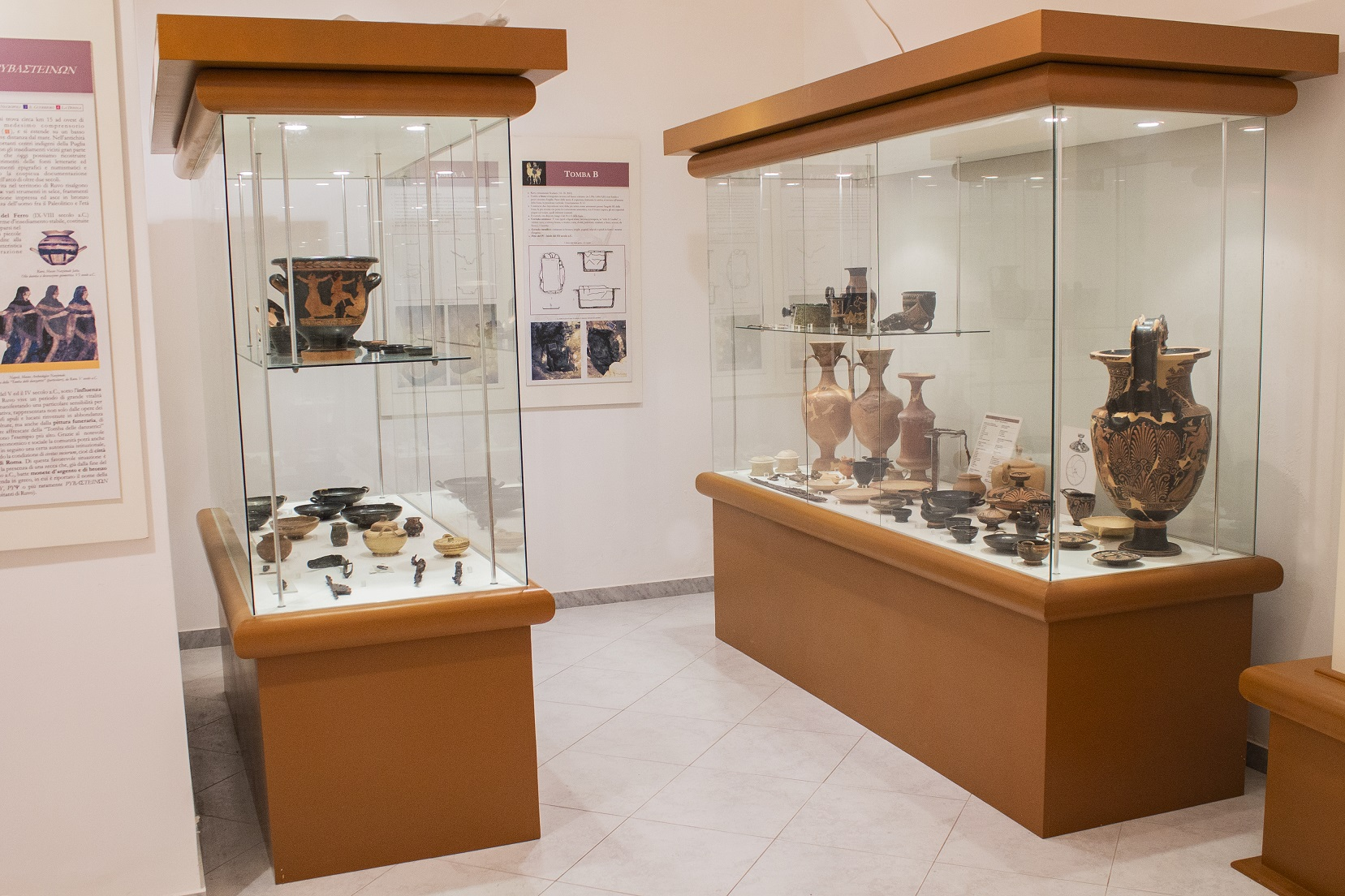
Le tombe di Ruvo

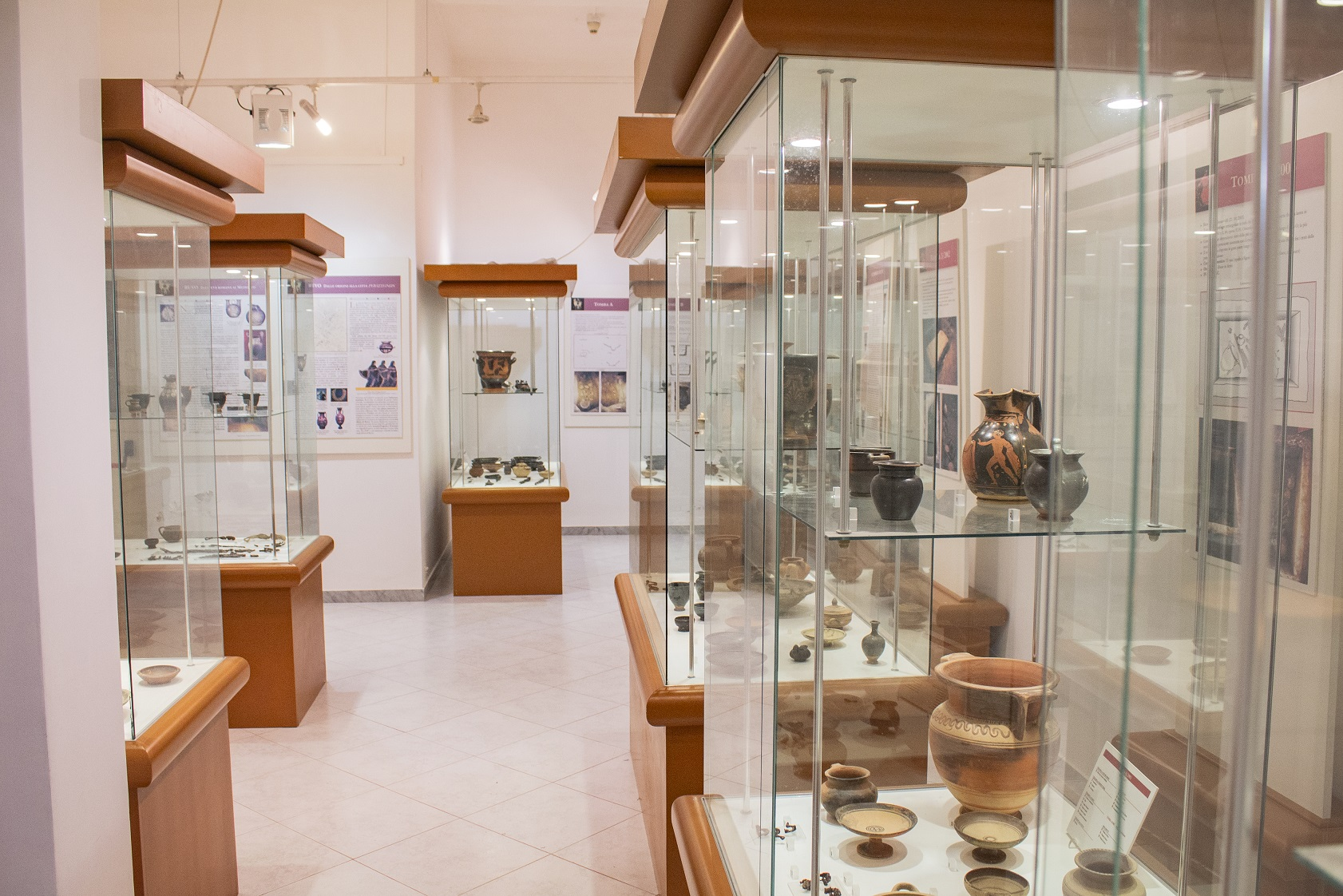
La terza sala del museo

Nella terza sala sono esposti diversi corredi, due dei quali provenienti da altrettante sepolture rinvenute nella vicina Ruvo di Puglia.
Il corredo di una tomba del V secolo a.C. è composto da un cratere a colonnette con decorazione a fasce, due coppe, un vasetto cantaroide, una kylix e un’oinochoe a vernice nera. La caratteristica più notevole è la presenza di ben nove fibule in argento e di altrettante in bronzo. Presenti anche dei pendenti in ambra e dei vaghi in pasta vitrea.
Tre tombe esposte in questa sala risultano riutilizzate, secondo una consuetudine abbastanza diffusa nella società peucezia. Gran parte del corredo e dei resti ossei del primo defunto sono stati cioè asportati per fare spazio ad una nuova sepoltura. La parte rimanente del corredo e dei resti ossei del primo defunto sono stati invece accantonati sul fondo della tomba. 
La “tomba dei monili”, ad esempio, conserva il corredo di due deposizioni. Alla prima appartengono alcuni oggetti in metallo, tra cui due strigili, un forchettone, alcuni spiedi e un coltello. Della sepoltura più recente datata al IV secolo a.C. si conservano invece un ricco corredo ceramico (un cratere a colonnette, due anfore panatenaiche, una lekane, uno skyphos, una phiale, una oinochoe in stile Gnathia, skyphos, coppette, piattini, un guttus, una lucerna, una coppa decorata a fasce). Il corredo comprende anche un anellino a fascia in bronzo, e un vago in pasta vitrea con decorazioni bianche e azzurre di fattura fenicia, di particolare interesse perché rappresenta l’unico oggetto di provenienza orientale rinvenuto a Bitonto.
Le tombe provenienti da Ruvo appartengono a due guerrieri. La tomba “A” collocata cronologicamente tra la fine del V e l’inizio del IV secolo comprende un ricco servizio da simposio e oggetti pertinenti alla preparazione e consumo di cibi. Tra i manufatti ceramici anche una lekythos e un cratere a campana a figure rosse, vasi a vernice nera, un guttus, una lucerna. Molti vasi sono a decorazione vegetale, tra questi si annoverano una coppa biansata, uno stamnos, un kothon. Tra gli oggetti metallici invece si segnalano uno strigile in bronzo, due punte di giavellotto e due coltelli in ferro, uno spiedo, una grattugia. Di particolare interesse, il cratere, dipinto dal pittore di Amykos verso la fine del V secolo, raffigurante una scena d’inseguimento. 
La tomba “B” è una tomba di riutilizzo e la sepoltura più recente, di fine IV secolo a.C., ha conservato un ricco corredo che comprende un cinturone in bronzo, e una moneta in argento coniata ad Heraclea, rinvenuta in corrispondenza della mandibola. Si suppone quindi che la moneta aveva funzione apotropaica, impedendo il ritorno tra i vivi dell’anima del defunto. Secondo altre credenze, la moneta serviva a pagare Caronte, il traghettatore dell’Aldilà. 
Di particolare interesse è inoltre il cratere a mascheroni dipinto dal pittore di Baltimora. Raffigura il defunto eroizzato, in una scena di carattere funerario: un naiskos, sotto il quale un cavaliere che tiene per le briglie un cavallo e due figure maschili e altre due figure femminili intenti a offrire doni (si riconoscono grappoli d’uva, patere e corone). Numerosi vasi potori (kantharos, skyphoi, rython), recipienti a vernice nera (coppe, skyphoi, un’oinochoe, un guttus), vasi decorati a tempra (anfore panatenaiche, una loutrophoros). Vi sono poi delle patere, una pisside senza fondo, un mortaio, una pentola, una lucerna acroma, una brocchetta da fuoco. Tra gli oggetti metallici un cinturone in bronzo, tre lame di pugnale, parte di uno strigile, due tripodi, di cui uno in frammenti, un fascio di spiedi.

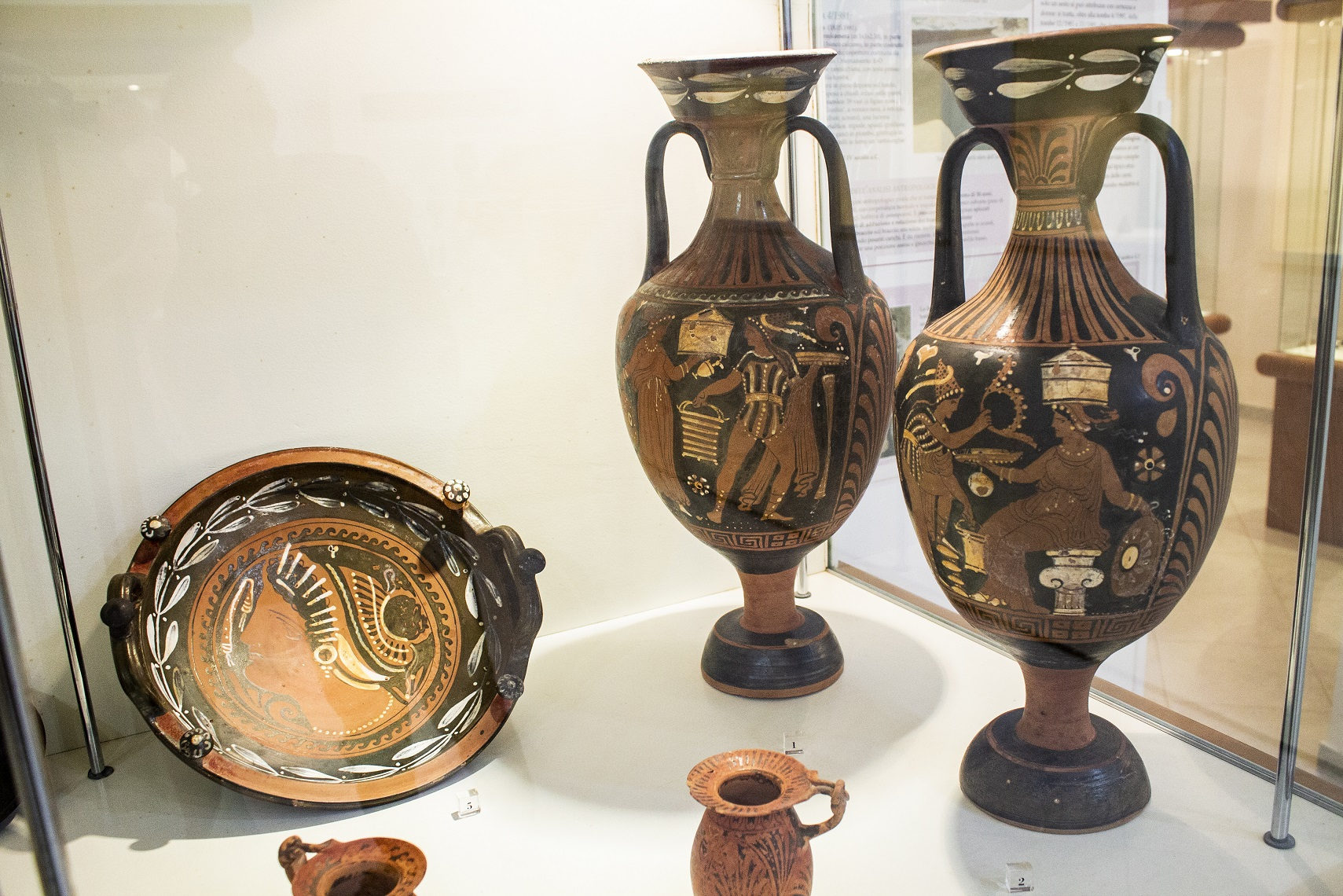
Anfore panatenaiche della tomba a semicamera.
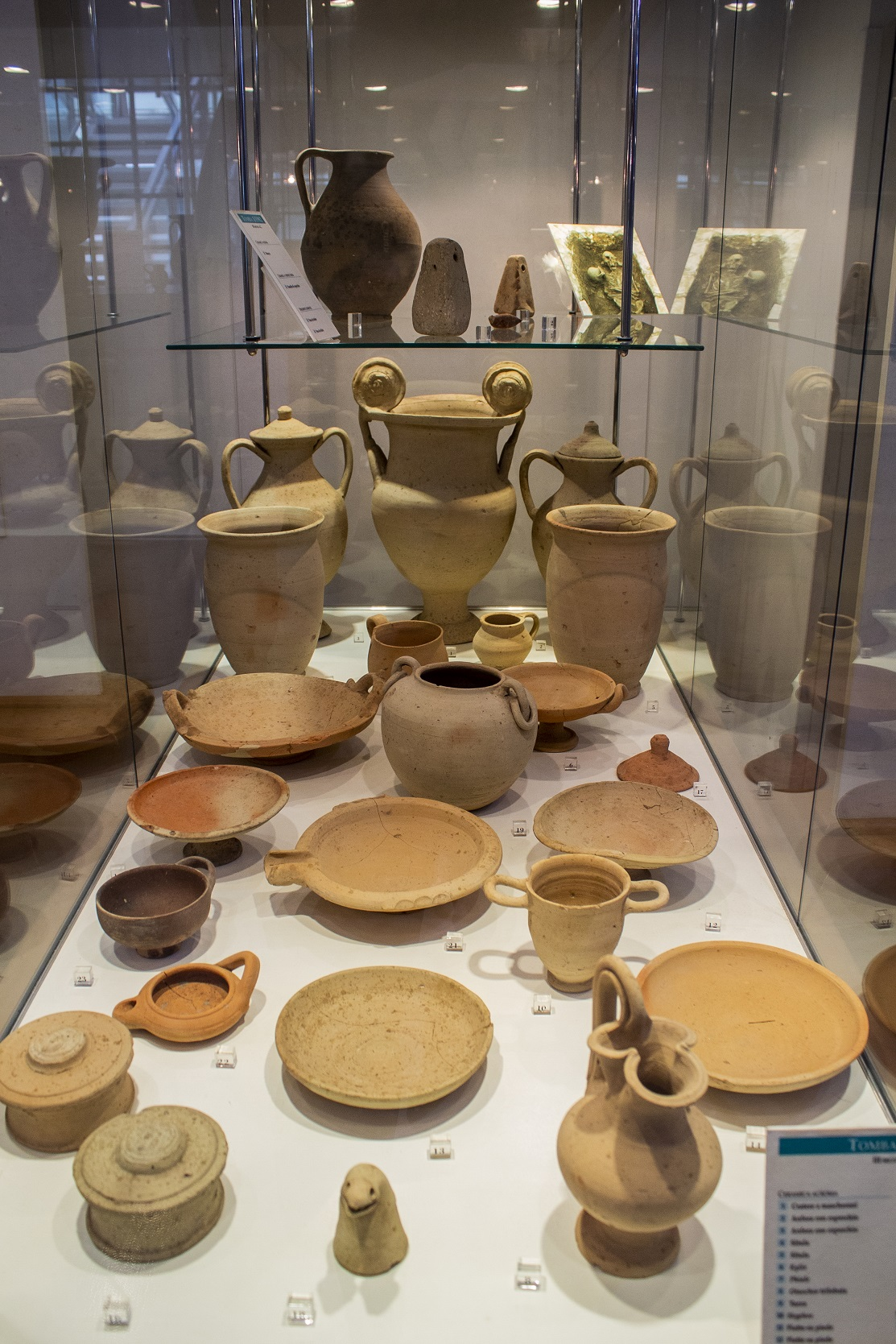
La “tomba della tartaruga”.
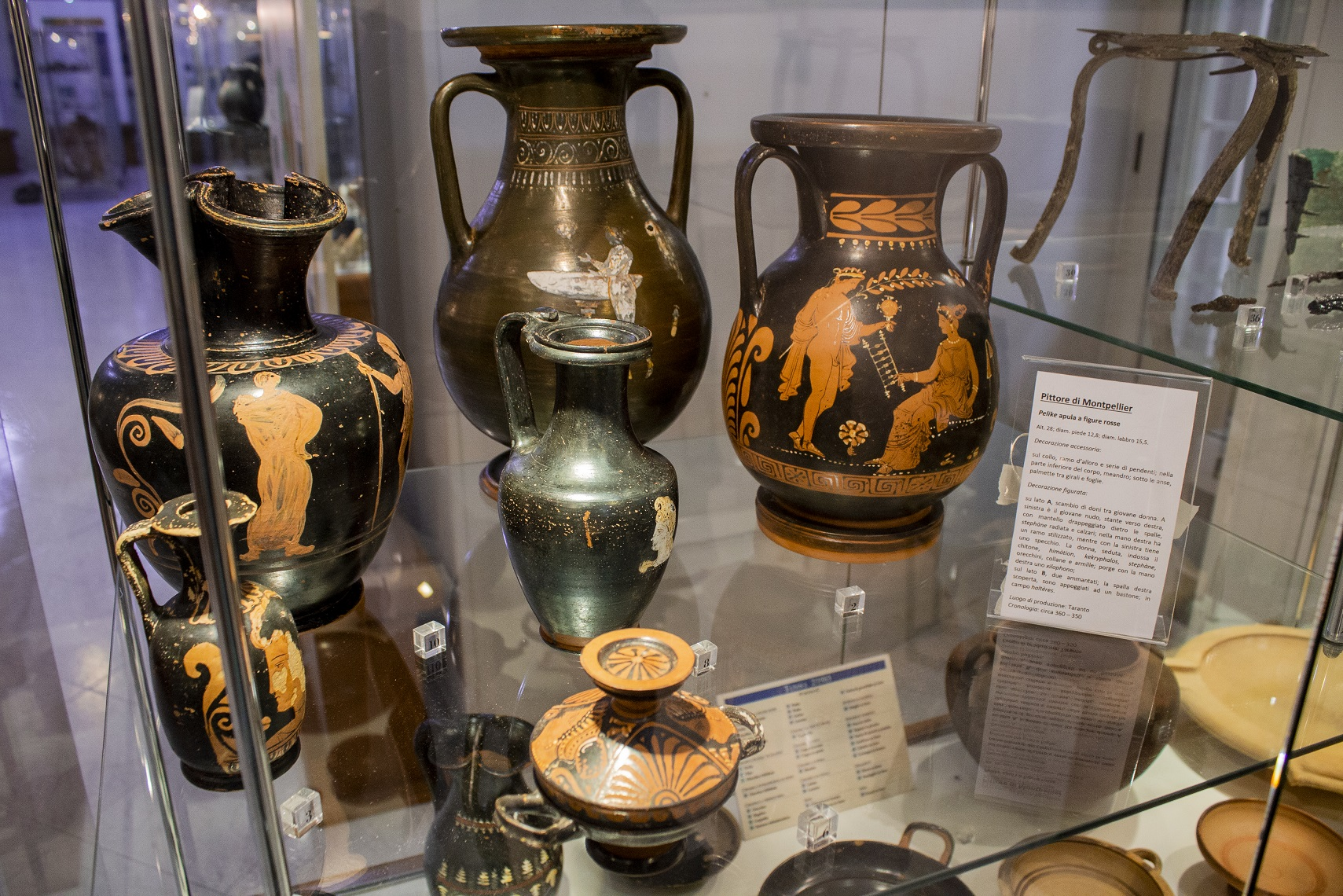
Parte del corredo della “tomba del tripode”.
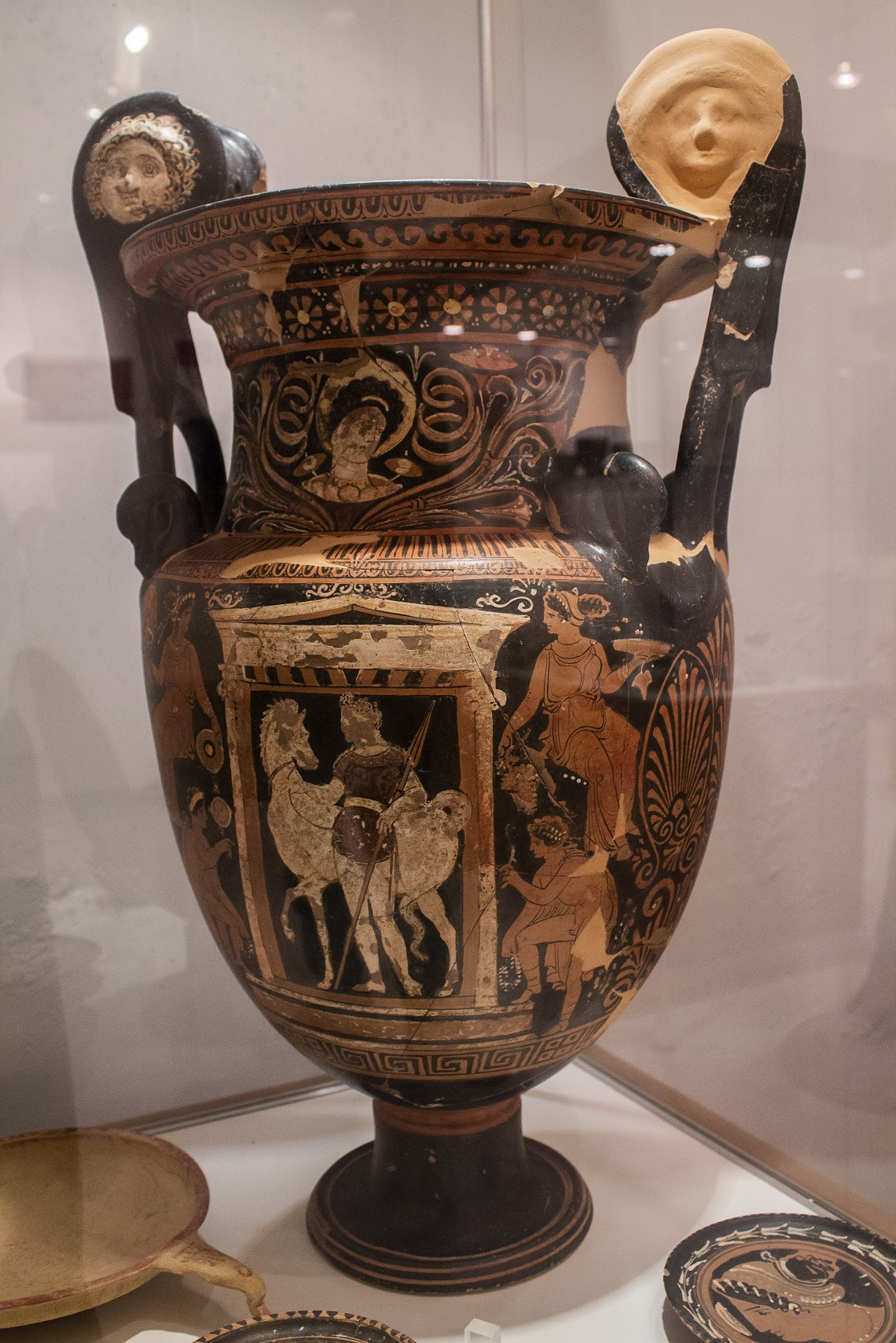
Cratere del pittore di Baltimora.